# Cantón de Tarare
El cantón de Tarare (en francés canton de Tarare) es una circunscripción electoral francesa situada en el departamento de Ródano, de la región de Auvernia-Ródano-Alpes. La cabecera (bureau centralisateur en francés) está en Tarare.

## Historia
Fue creado en 1790, al mismo tiempo que los departamentos. 
Al aplicar el decreto nº 2014-267 del 27 de febrero de 2014 sufrió una redistribución comunal con cambios en los límites territoriales.

## Composición
- Affoux
- Ancy
- Chambost-Allières
- Dième
- Grandris
- Joux
- Lamure-sur-Azergues
- Les Sauvages
- Saint-Appolinaire
- Saint-Clément-sur-Valsonne
- Saint-Forgeux
- Saint-Just-d'Avray
- Saint-Marcel-l'Éclairé
- Saint-Romain-de-Popey
- Sarcey
- Tarare
- Valsonne
- Vindry-sur-Turdine